# Ca l'Espanyol del carrer de la Cort
Ca l'Espanyol del carrer de la Cort és una casa renaixentista de Valls (Alt Camp) protegida com a Bé Cultural d'Interès Local.

## Descripció
Edifici situat entre mitgeres, en el carrer Cort. És una construcció de cinc altures, planta baixa, entresòl i tres pisos. El portal original d'accés, que serveix per a l'accés a la Llibreria Roca, es format per un gran arc de mig punt adovellat amb un escut a la dovella clau que marca la data de 1666. Destaca també la volada del pis superior, suportada per grans mènsules. També la barana metàl·lica, amb decoracions vegetals seriades. Als pisos superiors, de factura posterior, destaquen també finestres balconeres amb volades de pedra i baranes metàl·liques amb decoració geomètrica seriada.